# Alopecosa auripilosa
Alopecosa auripilosa este o specie de păianjeni din genul Alopecosa, familia Lycosidae. A fost descrisă pentru prima dată de Schenkel, 1953. Conform Catalogue of Life specia Alopecosa auripilosa nu are subspecii cunoscute.